# Aciagrion tonsillare
Aciagrion tonsillare là một loài chuồn chuồn kim trong họ Coenagrionidae.
Aciagrion tonsillare được Lieftinck miêu tả khoa học năm 1937.